# Hel 3
Hel 3 – powieść autorstwa Jarosława Grzędowicza z gatunku science fiction wydana nakładem wydawnictwa Fabryka Słów w 2017 roku. Powieść zalicza się do gatunku fantastyki naukowej o bliskiej przyszłości, z elementami dystopii, cyberpunku, horroru i fantastyki militarnej. 
Książka zebrała mieszane recenzje.

## Fabuła
Akcja w książce rozgrywa się w 2058 roku. Książka przedstawia dystopijny świat, gdzie zepchnięta na margines społeczeństwa jednostka otrzymuje szansę na zdemaskowanie  systemu. Bohaterem powieści jest Norbert Roliński znany jako Fokus, iwenciarz (osoba nagrywająca do MegaNetu filmiki z wydarzeń dziejących się na realnym świecie), który stara się przekazać światu wiadomości na temat możliwości mocy helu-3, izotopu helu, którego pokłady znajdują się na Księżycu. 
Autor pesymistycznie przewiduje przemiany światowe - w powieści Internet zastąpiony jest przez MegaNet, czyli wirtualną rzeczywistość, każdy człowiek nosi ze sobą omnifon (urządzenie zawierające w sobie wszystkie dane dotyczące tożsamości i wyświetlające informacje bezpośrednio przed oczami), a także ograniczanie przez rządy dostępu do wody, prądu czy szkodliwej żywności. 

## Nagrody
Portal lubimyczytać.pl nagrodził książkę tytułem Książki Roku 2017 w plebiscycie użytkowników w kategorii „Science Fiction”.
Książka była nominowana do Nagrody Literacka im. Jerzego Żuławskiego w 2018.

## Odbiór
Michał Bębenek pisząc dla serwisu głoskultury.pl w 2017 r. pozytywnie odniósł się do książki, pisząc, że jest to pozycja "dopracowana", "dobrą, rozrywkowa literatura, jak i przestroga". Według recenzenta, stanowi ona "doskonałą ilustrację współczesnego społeczeństwa, ubraną w otoczkę science-fiction." Za udane uznał też włączenie do książki kilku motywów science fiction (m.in. cyberpunku); pochwalił też zakończenie powieści.  
Pisząc także w 2017 r., recenzent Spider's Web, Rafał Gdak, przedstawił bardziej negatywną recenzję powieści, wytykając przewidywalność fabuły oraz słabe zakończenie, które opisał jako "rozwiązanie z taniego horroru", "fatalne", "kuriozalne", "absurdalne" i "doklejone". Recenzent negatywnie odniósł się też do języka autora ("nienaturalny", "potoczny i sztucznie stylizowany"), a także mylącego opisu książki od wydawcy, który uznał za bliższy zabiegowi marketingowemu. Za nieudane uznał także płytkie liczne odniesienia do świata obecnego ("mocno przejaskrawione"), a także tło, pisząc, że "polityczne wątki i scenariusze wydają się naiwne". 
W 2017 r. książkę zrecenzował dla Instytutu Książki Arkady Saulski. Według recenzenta, była to "najbardziej wyczekiwana od lat powieść w polskiej fantastyce". Pochwalił powieść jako wartą lektury, i zachęcającą "znakomitym warsztatem i płynną frazą". Według Saulskiego, czytelnicy otrzymali powieść science fiction, która "ukazuje współczesne lęki i obawy" ale także jest napisana w duchy polskiej klasycznej fantastyki socjologicznej z lat 80. XX w. Równocześnie recenzent, komentując poglądy autora, zasugerował, że jest on "antyszczepionkowcem", zwracając uwagę na krytykę obowiązkowych szczepień w świecie przyszłości przedstawionym przez autora.  
Dla portalu Paradoks książkę zrecenzował w tym roku Damian Podoba. Książkę uznał za nowy wymiar w twórczości autora, który do tej pory nie pisał książek z gatunku fantastyki naukowej, aczkolwiek książka ma także, częstsze w twórczości Grzędowicza, elementy horroru. Recenzent pozytywnie ocenił warstwę naukową ksiązki (informacje z zakresu astrofizyki), a także samą pozycję, pisząc, że "Pomysł i wykonanie w „Helu3” stoją na najwyższym poziomie", Pochwalił fabułę ("zgrabną", "szybką") skrytykował natomiast zakończenie, jako "dobre i ekscytujące" ale równocześnie niejednoznaczne, zbyt krótkie i chaotyczne, wymagające kontynuacji, Pozytywnie ocenił też towarzyszące wydanu ilustracje jako szczegółowe i realistyczne.  
Dla portalu Katedra książkę zrecenzował także w 2017 Tymoteusz Wronka. Pozycje ocenił jako długo oczekiwaną (wydaną cztery lata po poprzedniej powieści autora) ale niestety rozczarowującą, zawierającą "trochę interesujących elementów", ale bez "przewodniego wątku, który scaliłby całą narrację". Fabułę skrytykował jako chaotyczna, a zakończenie, jako "istny królik z kapelusza, którego jedynym celem jest chyba wyłącznie zapewnienie sobie furtki do ewentualnej kontynuacji". Recenzent skrytykował też świat przyszłości opisany przez autora, jako "podlany zbyt mocnym sosem ideologicznym... czego rezultatem jest ciężkostrawna mieszanka islamofobii [i] eurosceptycyzmu". Recenzent podkreślił, że książka jest sprawnie napisana "na poziomie akapitu czy strony, w warstwie rzemiosła pisarskiego", chwaląc dobre dialogi i wciągające sceny walki, z których niestety, według niego, "nie układa się ani spójna opowieść". W podsumowaniu napisał, że "powieść sprawia wrażenie powiązanych nieco na siłę kilku pomysłów podlanych ideologią i popularnymi obecnie fobiami, ale bez osi przewodniej i panowania nad tekstem".  
Dla portalu Poltergeist (polter.pl) recenzję napisał Bartosz Szczyżański. Recenzent podkreślił, że powieść przerywa milczenie autora po prawie pięciu latach. Powieść zaliczył do fantastyki naukowej bliskiego zasięgu z elementami fantastyki militarnej i dystonii. Tytułową tematykę energetyczną ocenił jako "nośną, i ciekawą" ale potraktowaną jednak zbyt pobieżnie, pisząć, że "dystopia [Grzędowicza] nie jest na tyle głęboka, żeby zmusić intelekt odbiorcy do pracy na wyższych obrotach". Pochwalił "mistrzowskie władanie piórem" autora, widoczne w wielu krótkich, dobrze napisanych scenach, skrytykował jednak ogólną fabułę i strukturę powieści, pisząc, że autor "nie miał pomysłu, jak przejść do zasadniczej historii", w końcu poddając się i rozwiązując problemy w książce sposobem "deus ex machina w najsłabszym wydaniu". Recenzent skrytykował też płytko przedstawionych, nie przekonywyjących bohaterów, za udane uznał jednak zakończenie, które "wypada świetnie", łącząc klasyczne motywy sf z wartką akcją. W podsumowaniu ocenił książkę jako nieco powyżej przeciętną ("[jest to] całkiem niezła powieść obarczona jednak poważnymi wadami"), z oceną 6/10.  
Książkę dla fanzinu Esensja w 2017 r. zrecenzowała Beatrycze Nowicka, krytykując ją jako słabszą od poprzednich tekstów autora, i powtarzającą znane czytelnikom motywy. Bohatera uznała za podobnego do tego z Pana Lodowego Ogrodu, skrytykowała także "nachalnie wykładane" i "groteskowe" "publicystyczne zacięcie" powielające poglądy autora znane czytelnikom z opowiadań „Farewell blues” i „Weekend w Spestreku” (z antologii Wypychacz zwierząt). W tym kontekście opisała powieść jako słabą antyutopię, pisząc, że "scena, gdzie bohaterowie spotykają się w nielegalnym lokalu po to, by jeść [zakazane mięso, budzi] co najwyżej uśmieszek politowania". Równocześnie recenzentka zauważyła, że powieść "stanowi dobrą listę frustracji współczesnych Polaków", wskazując motywy takie jak krytyka podatek katastralny czy sienkiewiczowską dumę narodową (Polacy, mimo dyskryminacji międzynarodowej, mają w powieści własny, udany program kosmiczny, czy też udanie zwalczają muzułmański terroryzm). Za pozytywną stronę powieści uznała wartką i płynną akcje.  
Dla fanzinu Fahrenheit książkę zrecenzowała Agnieszka Chodkowska-Gyurics. Recenzentka zwróciła uwagę, że była to "jedna z najbardziej wyczekiwanych pozycji polskiej fantastyki ostatnich lat". Pozytywnie opisała książkę jako "wciągającą" i napisaną "sprawnym piórem", a także opisany świat, "przerysowany, ale jednak wiarygodny... opisany z niebywałym rozmachem, konsekwentnie i logicznie". Skrytykowała jednak fabułę, jako podporządkowaną przedstawieniu opisanego świata, który z kolei ma na celu prezentację światopoglądu, a także "przeróżnych obaw i lęków pisarza" w stopniu, który "nabiera znamion obsesji" i równocześnie bywa komiczny niż skłaniający do myślenia. Skrytykowała mało subtelne zakończenie, gdzie "idea bierze górę nad logiką", przez co w spójnej to tej pory fabule pojawiają się "głupstwa" i "dziury" i zanika konsekwencja. W podsumowaniu recenzentka stwierdziła, że "książkę czyta się świetnie", ale " z trudem się broni [jeśli ocenić ją] kierując się nie emocjami, lecz rozumem".  
Także w 2017 książka została zrecenzowana dla polskiej edycji serwisu IGN. Recenzent o pseudonimie Wojtini uznał książkę za poruszającą ważną tematykę, i też "niezwykle klimatyczną, a zarazem wciągającą". Recenzent pochwalił warstwę naukową jako realistyczną, zwracając uwagę na notatkę autora o konsultacjach z ekspertami ze środowiska naukowego. W odniesieniu do tekstu, pozytywnie ocenił bohaterów, jako realistycznych i intrygujących, a także fabułę ("spójna, bogata w szczegóły") i samo zakończenie, jako "niesamowite... intrygujące i niosące przesłanie". Język utworu ocenił jako prosty, aczkolwiek niekiedy skomplikowany pojęciami technicznymi; skrytykował natomiast wolny rozwój wydarzeń w pierwszej połowie książki.  